# جوی بارانکو
جوی بارانکو (انگلیسی: Javi Barranco؛ زادهٔ ۳ فوریهٔ ۱۹۸۷) بازیکن فوتبال اهل اسپانیا است.